# Goupitan-Talsperre
Die Goupitan-Talsperre ist eine 232,5 m hohe und 557 m lange Bogenstaumauer, die in China am Fluss Wu Jiang gebaut und 2011 fertiggestellt wurde.
Die Talsperre der Guizhou Goupitan Hydro wird ein Wasserkraftwerk mit einer Leistung von 3000 (5 × 600) Megawatt haben. Pro Jahr sollen 9,192 Milliarden kWh erzeugt werden.
Der Stausee ist bei Vollstau 94,29 km² groß. Sein Speicherraum wird in verschiedenen Quellen mit 6.455 oder mit 6.380 Mio. m³ angegeben. Vor der Einstauung mussten etwa 25.300 Personen umgesiedelt werden.
Die Talsperre dient außerdem dem Hochwasserschutz und der Schiffbarkeit. Pro Jahr sollen 2,928 Millionen Tonnen per Schiff auf dem Wujiang transportiert werden. Möglich wird dies durch ein Schiffshebewerk; Testläufe gab es 2021. Die höchste seiner drei Hebestufen ist die mittlere mit 127 m Höhe; die beiden anderen sind 79 und 49 m hoch. Die gesamte Schiffshebeanlage ist inklusive Schiffsbrücken und -tunnel 2,3 km lang.